# A prova di vendetta
A prova di vendetta (Eye of the Tiger) é un film statunitense del 1986 diretto da Richard C. Sarafian.

## Trama
Dopo essere uscito di prigione, l'ex veterano della Guerra in Vietnam Buck Matthews ritorna nella città del Midwest dove è cresciuto solo per scoprire che è stata invasa da una banda di motociclisti spacciatori di droga, un giorno Buck e la sua famiglia vengono aggrediti dagli stessi criminali che gli uccidono la moglie, e Buck decide di mettere in atto la sua vendetta visto che lo sceriffo locale non è stato di aiuto visto che è in combutta con il capo dei motociclisti Blade.